# Гімн донських козаків
«Всколыхнулся, взволновался православный тихий Дон…» — гімн донських козаків. Написаний Ф. І. Анісімовим у 1853 році. 20 вересня 1918 року був прийнятий Кругом як державний гімн ВВД. Перші дві і остання п’ята строфи є сучасним гімном Ростовської області РФ.
| Російська | Українська (переклад) |
| --- | --- |
| Всколыхнулся, взволновался Православный тихий Дон, И послушно отозвался На призыв свободы он. Зеленеет степь родная, Золотятся волны нив, И, с простора долетая, Вольный слышится призыв. Дон детей своих сзывает В Круг державный Войсковой Атамана выбирает Всенародною душой. В боевое грозно время, В память дедов и отцов - Вновь свободно стало племя Возродившихся донцов. Славься, Дон, и в наши годы, В память вольной старины, В час невзгоды - честь свободы. Отстоят твои сыны. | Схвилювався, схаменувся Православний тихий Дон, І слухняно відгукнувся На відозву волі він. Зеленіє степ наш рідний, Золотіють хвилі нив, І, з простори долітає, Вільний чується оклик. Дон дітей своїх скликає, В Круг державний Військовий Отамана обирає Всенародньою жагой. В бойовий і грізний час В пам'ять прадідів, батьків Знову вільним буде нарід Животворених дінців. Слався, Доне, й в наші роки, В пам’ять вільних правіків - В скрутну пору - честь свободи Вборонять твої сини! |

Варіант, що існував до проголошення незалежності ВВД, гімн Області Війська Донського в складі Російської імперії:
Всколыхнулся, взволновался,

Православный Тихий Дон,

И послушно отозвался

На призыв Монарха он.

Он детей своих сзывает

На кровавый бранный пир,

К туркам в гости снаряжает,

Чтоб добыть России мир.
С Богом, дети, ведь широкий

Переплыть вам лишь Дунай,

А за ним уж недалеко

Цареград и наших знай.

Сорок лет тому в Париже

Нас прославили отцы,

Цареград - еще к нам ближе...

В путь же, с Богом, молодцы!

Стоите крепко за святую

Церковь - общую нам мать -

Бог вам даст луну чужую

С храмов Божиих сорвать,

На местах, где чтут пророка,

Скласть Христовы алтари,

И тогда к звезде востока

Придут с запада цари!

Над землею всей прольется

Мира кроткого заря,

И до неба вознесется,

Слава Русского Царя!